# 白花凤蝶兰
白花凤蝶兰（学名：Papilionanthe biswasiana）为兰科凤蝶兰属下的一个种。

## 扩展阅读
- 維基物種上的相關：白花凤蝶兰